# Os hyoïde
L’os hyoïde (du grec ancien ὑοειδής / huoeidếs
« en forme de u, u-oïde » ; faisant référence à la lettre grecque « upsilon » ‹ υ ›) est un os situé au-dessus du larynx, dans la partie antérieure du cou, en dessous de la base de la langue. Chez l'humain, il est le seul os du squelette qui ne soit pas articulé avec un autre os.

## Description

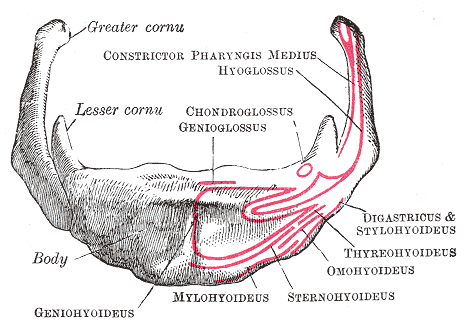

L’os hyoïde est composé de cinq parties : un corps, deux grandes cornes et deux petites cornes.
Le corps de l'os hyoïde forme la partie moyenne de l'os. C'est une lame osseuse quadrilatère transversale aplatie d'avant en arrière. Elle est convexe en avant et en bas.
Il est traversé dans sa moitié supérieure par une crête transversale bien marquée avec une légère convexité vers le bas, et dans de nombreux cas une crête médiane verticale le divise en deux moitiés latérales.
Sa face antérieure donne l'insertion au muscle génio-hyoïdien dans la plus grande partie de son étendue au-dessus et au-dessous de la crête transversale. La partie latérale de la crête donne insertion au muscle hyo-glosse.
Sous la crête transversale, s'insèrent les muscles mylo-hyoïdien, sterno-hyoïdien et omo-hyoïdien.
En arrière, la partie lisse, concave, dirigée en arrière et en bas, est séparée de l'épiglotte par une bourse synoviale, la membrane thyro-hyoïdienne et du tissu aréolaire lâche.
Au-dessus, le corps est arrondi et donne attache à la membrane thyro-hyoïdienne et à quelques fibres aponévrotiques du muscle génioglosse.
Latéralement à l'arrière, le corps se poursuit par les deux grandes cornes.
Au niveau de la naissance des deux grandes cornes, les petites cornes se projettent en haut.
L'os hyoïde est un important carrefour musculaire et ligamentaire.

### Insertions musculaires
L'os hyoïde sert de repère de catégorisation des muscles antérieurs du cou : les muscles suprahyoïdiens et les muscles infra-hyoïdiens.
Le muscle constricteur moyen du pharynx s'insère sur la face postérieure de l'os hyoïde.
Le muscle hyo-glosse s'insère sur toute la longueur de la face supérieure de la grande corne de l'os hyoïde.
Le muscle génioglosse s'insère médialement et en haut de la face antérieure du corps de l'os hyoïde.
Des fibres des muscles intrinsèques de la langue s'insérent également sur l'os hyoïde.

#### Muscles suprahyoïdiens
Le muscle stylo-hyoïdien s’insère sur la partie latérale de la face antérieure du corps.
Le muscle génio-hyoïdien s'insère sur la face antérieure du corps en dessous de l'insertion du muscle génioglosse.
En dessous de l'insertion du précédent, s'insère le muscle mylo-hyoïdien.
Des anneaux fibreux sont fixés sur la face antérieure du corps dans lesquels passe le tendon intermédiaire du muscle digastrique.

#### Muscles infra-hyoïdiens
Le muscle thyro-hyoïdien s'insère sur le bord inférieur du corps et la grande corne de l'os hyoïde.
Le muscle sterno-hyoïdien s'insère sur la partie médiale du bord inférieur de l'os hyoïde
Le muscle omo-hyoïdien s'insère sur la partie caudale et latérale du corps de l'os hyoïde et sur une partie des grandes cornes.

### Insertions ligamentaires
Sur le bord supérieur de la face postérieure du corps et à la grande corne s'insère la membrane thyro-hyoïdienne. L'insertion sur la grande corne correspondant au ligament thyro-hyoïdien latéral.
Le ligament stylo-hyoïdien relie la petite corne au processus styloïde de l'os temporal.

### Vascularisation
L'os hyoïde est vascularisé par l'artère linguale.

## Rôle
Cet os remplit des fonctions importantes pour la phonation et la déglutition.

## Embryologie
La petite corne et la partie supérieure du corps de l'os hyoïde proviennent du deuxième arc branchial, la grande corne et la partie inférieure du corps proviennent du troisième arc branchial.
L'os hyoïde s'ossifie à partir de six centres : deux pour le corps et un pour chaque corne. L'ossification commence dans la grande corne vers la fin du développement fœtal, suivi de l'ossification du corps. L'ossification de la petite corne a lieu entre un et deux ans. La connexion entre le corps et la grande corne reste fibreuse jusqu'à un âge avancé.

## Aspect clinique
La fracture de l'os hyoïde est exceptionnelle, et ne peut intervenir que d'une manière volontaire par une compression importante et prolongée sur la pomme d'Adam. En médecine légale, elle est la preuve d'une mort par strangulation.

## Anatomie comparée

### Chez les primates

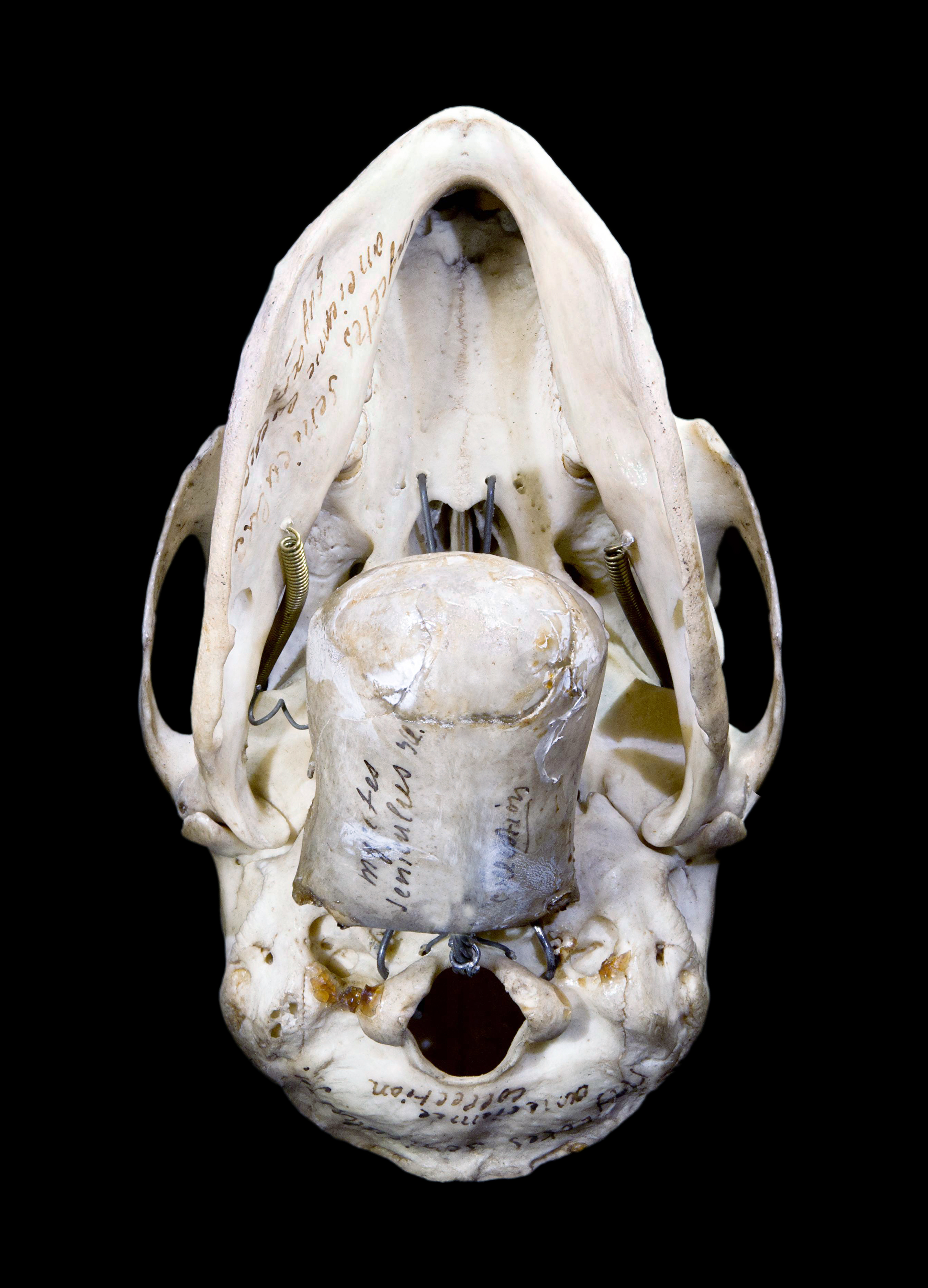
Vue de l'os hyoïde d'un Hurleur roux- Muséum de Toulouse.

L'os hyoïde chez les Alouates (singes hurleurs) présente une franche hypertrophie « en gobelet » qui entre pour une part dans la production sonore très particulière qui a inspiré le nom vernaculaire de singes hurleurs. 

### Chez les oiseaux

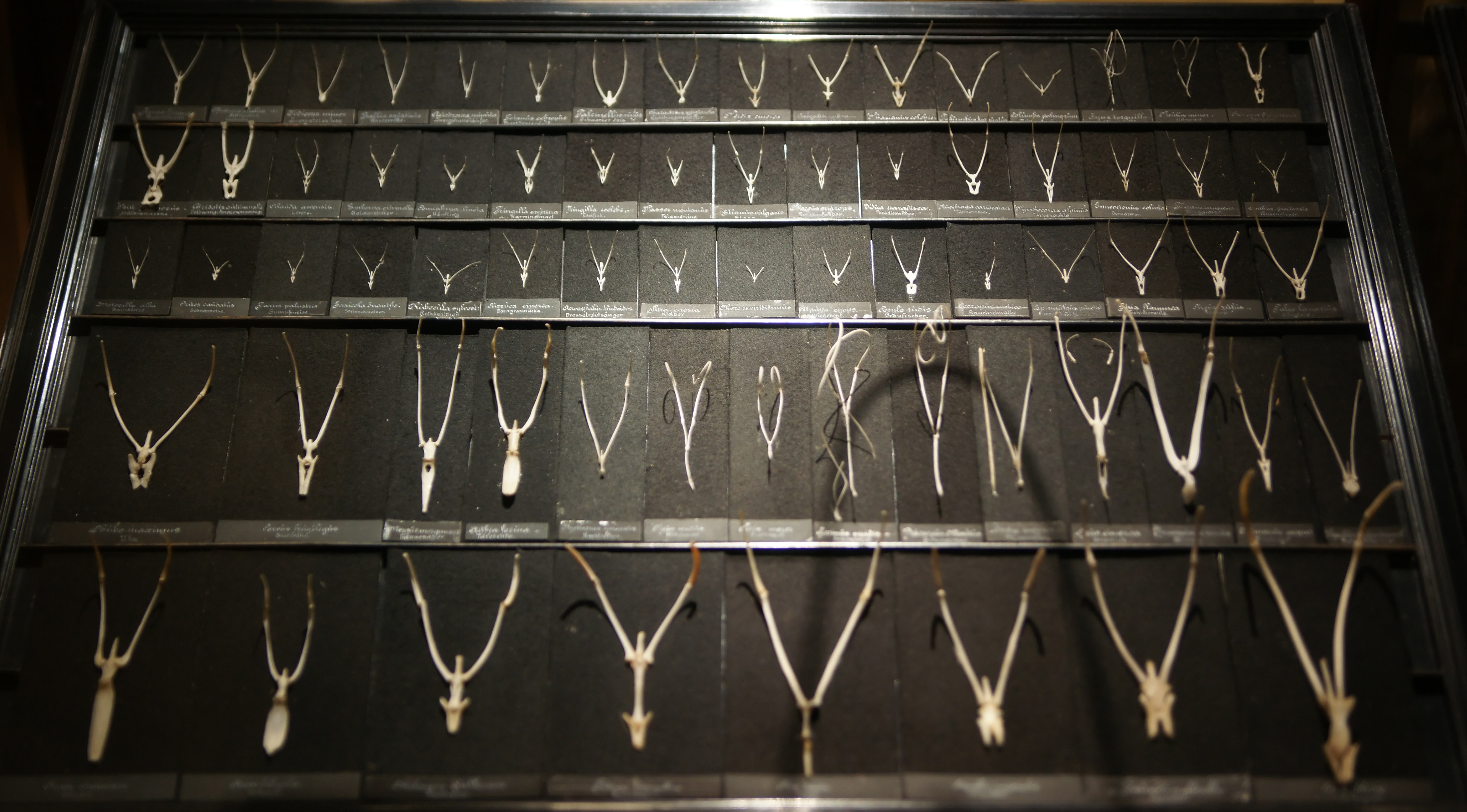
Os hyoïde chez les oiseaux.

Chez les oiseaux, l'os hyoïde est très développé et se rapproche beaucoup de celui des Lepidosauria.

### Chez les félins

L'os hyoïde chez le lion.

Le degré d'ossification de l'os hyoïde a longtemps été le seul critère pour décider de la possibilité pour les félins de rugir ou de ronronner. Cet os est entièrement ossifié pour la majorité des félins comme chez le puma, par exemple, qui peut ronronner, feuler, gémir, mais pas rugir. Et cet os n'est pas entièrement ossifié chez le lion, le tigre, le léopard, le jaguar, la panthère nébuleuse et la panthère des neiges qui forment la sous-famille des panthérinés. Ces six espèces sont incapables de ronronner à l'inverse de l'ensemble des autres espèces de félins mais sont capables de rugir. Les cinq espèces du genre Panthera ont une structure de l'os hyoïde très similaire : la partie rostrale des cordes vocales est constituée d'un tapis de tissus fibro-élastiques. Celles des autres espèces sont formées différemment. La structure incomplètement ossifiée de l'os hyoïde de la Panthère des neiges est la raison pour laquelle elle a été classée longtemps dans un genre à part, Uncia.

## Galerie

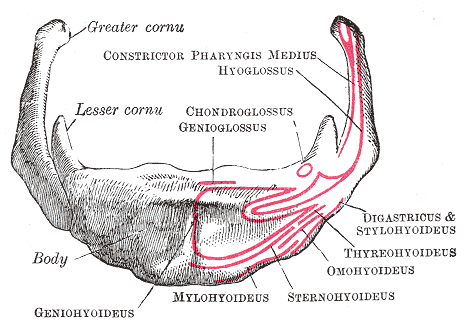
Os hyoïde humain.
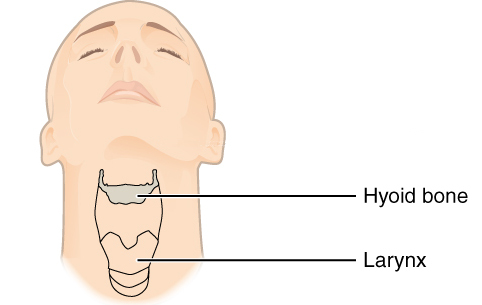